# Polypedilum barboyoni
Polypedilum barboyoni är en tvåvingeart som beskrevs av Serra-tosio 1981. Polypedilum barboyoni ingår i släktet Polypedilum och familjen fjädermyggor. Inga underarter finns listade i Catalogue of Life.